# Fachinformationsdienst Nahost-, Nordafrika- und Islamstudien
Der Fachinformationsdienst Nahost-, Nordafrika- und Islamstudien wird von der Universitäts- und Landesbibliothek Sachsen-Anhalt betrieben.
Mit dem Start der Fachinformationsdienste für die Wissenschaft der Deutschen Forschungsgemeinschaft trat der Fachinformationsdienst Nahost-, Nordafrika- und Islamstudien an die Stelle des Sondersammelgebiets Vorderer Orient einschl. Nordafrika. Zentrale Bestandteile sind die seit 2001 betriebene Virtuelle Fachbibliothek MENALIB und das Fachrepositorium MENAdoc, mit denen die Informationsstruktur und Open-Access-Kultur in den Nahost- und Islamwissenschaften verbessert werden sollen.

## Organisation
Der Fachinformationsdienst Nahost-, Nordafrika- und Islamstudien löst das Sondersammelgebiet Vorderer Orient einschl. Nordafrika ab. Dieses befand sich bis 1997 an der Universitätsbibliothek Tübingen und wurde von 1998 bis 2015 an der Universitäts- und Landesbibliothek Sachsen-Anhalt geführt. Der Fächerschwerpunkt erstreckt sich auf Arabistik, Islamwissenschaft, Islamische Theologie, Iranistik, Turkologie, Semitistik, Armenologie und Kaukasiologie. Die Erwerbung ist regional auf die Länder der MENA-Region und fachlich auf Geschichte, Kultur, Gesellschaft und Religion der MENA-Region sowie auf den Islam in seiner regionalen und globalen Dimension ausgerichtet.
Die erste Förderphase von 2016 bis 2018 wird vorrangig für die Weiterentwicklung der bestehenden Strukturen hin zu einer modernen Institution mit Ausrichtung auf primärsprachliche und schwer erhältliche Druckwerke und E-Books aus der MENA-Region sowie die Information der Fachcommunity zu Konferenzen, Projekten und Open-Access-Repositories verwendet.

### Teilbereiche
- Literaturversorgung des Fachbereichs mit Fokus auf der Spitzenforschung, Publikationen in Primärsprachen und schwer erhältliche Titel.
- Bibliotheksübergreifende Suche in fachrelevanten Beständen
- MENALIB als zentrale Informationsplattform für Veranstaltungen, Ausstellungen, Projekte und andere Informationen im Fachbereich.
- MENAdoc als Fachrepositorium für die Nahost- und Islamwissenschaften mit zahlreichen bedeutenden Serien und Digitalisaten in Kooperation mit Projektpartnern.
- Open Access Publikationsserver im Fachbereich

## Partner
- Fachinformationsdienst Afrikastudien
- Fachinformationsdienst Jüdische Studien
- Fachinformationsdienst Ost-, Ostmittel-, Südosteuropa
- Deutsche Morgenländische Gesellschaft
- Orient-Institut Beirut
- Orient-Institut Istanbul